# Forchheim
Forchheim – miasto powiatowe w Niemczech, w kraju związkowym Bawaria, w rejencji Górna Frankonia, w regionie Oberfranken-West, siedziba powiatu Forchheim. Leży nad ujściem Wiesent do Regnitz i nad Kanałem Ren-Men-Dunaj, przy autostradzie A73, drodze B470 i liniach kolejowych InterCity Lipsk – Norymberga oraz Höchstadt an der Aisch/Gößweinstein – Forchheim.
Najbliżej położone duże miasta: Norymberga 30 km na południe, Frankfurt nad Menem – ok. 180 km na północny zachód i Lipsk – ok. 200 km na północny wschód. Założone przez Słowian w VII wieku. W VIII zajęte przez Franków, którzy zbudowali w nim pałac cesarski. Nie zostało zburzone podczas drugiej wojny światowej. Forchheim leży niedaleko Szwajcarii Frankońskiej.

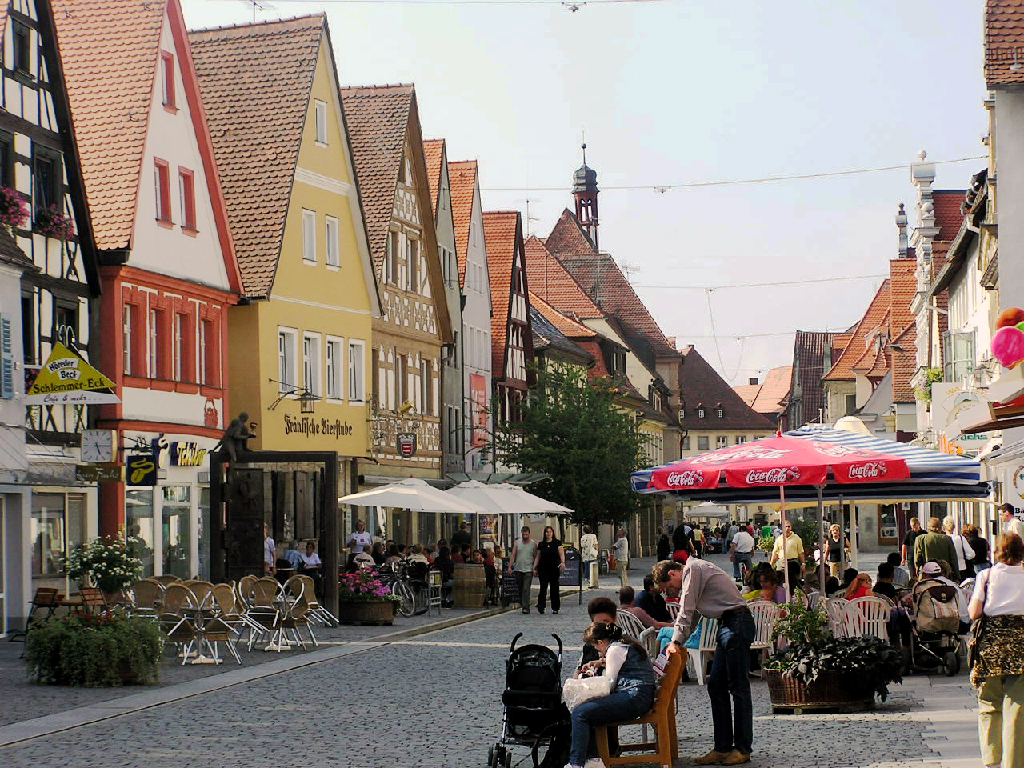
Ulica Hauptstraße

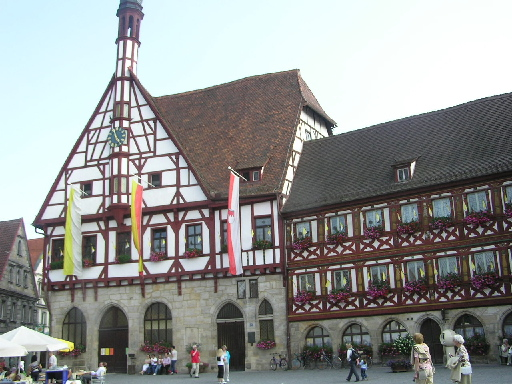
Ratusz

## Dzielnice
W skład miasta wchodzą następujące dzielnice: 
- Buckenhofen
- Burk
- Kersbach
- Reuth
- Serlbach

## Współpraca
Miejscowości partnerskie:
- Czechy: Broumov
- Rumunia: Gherla
- Francja: Le Perreux-sur-Marne
- Turyngia: Pößneck
- Austria: Roppen
- Włochy: Rovereto

## Zabytki
- ratusz z 1523
- Kaiserpfalz, XVI w. rezydencja biskupstwa
- Kościół pw. św. Marcina (St. Martin)
- kaplica Maryjna
- obwarowania miejskie z 1560–1750
- szpital z 1611
- kościół przyszpitalny, 1490
- klasztor Forchheim

## Osoby urodzone w Forchheimie
- Fritz Bleiweiß (1911–1989) – lekkoatleta, chodziarz
- Wolfgang Droege (1949 – 2005), neonazista kanadyjski
- Christian Hassa (ur. 1976), piłkarz
- Roberto Hilbert (ur. 1984), piłkarz
- Horst Kummeth (ur. 1956), aktor telewizyjny i teatralny, pisarz
- Christian Springer (ur. 1971), piłkarz
- Sven Waasner (ur. 1979), aktor